# Антитромботичка терапија у превенцији можданог удара код ковида 19
Антитромботичка терапија у превенцији можданог удара код ковида 19 је од почетка пандемије ковида 19 масовно примењивана у виду разних антикоагуланта и/или антиагрегиране терапија разним агенсима, јер је ковид 19, инфективна болест узрокована вирусом САРС-КоВ-2, повезана са инфламаторним и хиперкоагулабилним стањем које карактерише повећање нивоа Д-димера, фибрина, продуката разградње фибрина и фибриногена.
Етиологија можданог удара повезаног са ковидом19 је често непозната, а патогенеза може бити повезана са коагулопатијом, упалом, ендотелиопатијом и активацијом тромбоцита. У поређењу са пацијентима са можданим ударом без ковида 19, морбидитет и морталитет су много гори код пацијената са можданим ударом и ковидом 19.
Опсервационе студије сугеришу да повишење нивоа ових маркера доводи до повећања стопе морталитета и тромбоемболијских догађаја укључујући и мождани удар.
Антикоагулациона терапија може бити од користи онима који су хоспитализовани са тешким обликом ковида 19, укључујући и оне којима је дијагностикован мождани удар. Међутим да ова терапија није успела да спречи акутни исхемијски мождани удар (АИМУ) код старијих пацијената са ковидом19 и коморбидитетима, показала су најновија истраживања.

## Етиологија
Досадађњи докази показују да 1–6% хоспитализованих пацијената са ковидом 19 развије мождани удар. Према неким извештајима, ризик од можданог удара је више од седам пута већи код пацијената са ковидом 19 него код грипа.
Што се тиче, исхода можданог удара повезаног са ковидом 19 он је често лошији него код пацијената са можданим ударом без ковида 19. На то вероватно утиче етиологија можданог удара код пацијената са ковидом 19 која је вероватно мултифакторска, повезана са коагулопатијом, упалом, активацијом тромбоцита и променама васкуларног ендотела.

### Могући механизми деловања
Три механизма који могу да допринесу повећаном ризику од акутног исхемијског можданог удара који прати ковид 19 су:

#### Ендотелитис и запаљење
Везивање вируса за АЦЕ2 рецептор који је експримиран у целом телу, укључујући и ендотелне ћелије на зидовима крвних судова изазива васкулитис (ендотелитис, упалу ендотелних ћелија) која је последица директне инвазије САРС-КоВ-2 и може довести до стварања тромба. Ендотелитис тада може изазвати даље оштећење и упалу, што доводи до активације пута коагулације. 
Осим ендотелитиса, ковид 19 је такође повезан са широко распрострањеном системском инфламацијом (запаљењем) која је израженија у тешким случајевима. Студија из Кине на 522 пацијената са ковидом19 открила је повећање проинфламаторних цитокина интерлеукина-6 и фактора туморске некрозе-α, али не и интерферона-γ. Насупрот томе, друга студија на 41 пацијенту са ковидом 19 открила је повишење интерлеукина-1β, фактора туморске некрозе-α и интерферона-γ. Штавише, студија која је упоређивала пацијенте који су умрли од ковида 19 са пацијентима који су отпуштени након инфекције ковида 19 открила је да пацијенти који су умрли имају већи ниво Ц-реактивног протеина и интерлеукина-6 у поређењу са онима који су отпуштени као излечени. Неколико од ових цитокина, укључујући интерлеукин-6 и Ц-реактивни протеин, су повезани са повећаним ризиком од можданог удара и, уопште, проинфламаторно стање код ових пацијената је повезано са активацијом путева коагулације кроз експресију ткивног фактора.

#### Кардиоемболија
Кардиоемболија или парадоксална емболију, која је откривена код 416 узастопних пацијената са ковидом 19 у Вухану, 19,7% је претрпело повреду срца, што је дефинисано повећањем срчаних биомаркера, а повреда срца је била повезана са смртношћу у болници. Повреда срца може довести до аритмије, срчане инсуфицијенције и интракардијалног тромба као извора кардиоемболије. С обзиром на високу стопу дубоке венске тромбозе код ковида19, могућ је парадоксалан кардиоемболијски извор. Додатно, може се узети у обзир кардиоемболија у окружењу сепсе. 

#### Активација тромбоцита
Добро познато стање хиперкоагулабилности које се јавља код ковида 19, је последица активације крвних плочица или тромбоцита код вирусних болести, укључујући грип. Тромбоцити не само да доводе до стварања тромба, већ такође играју улогу у инфламаторном одговору утичући на суседне ћелије као што су леукоцити. Истраживачи из Бразила су показали повећану активацију тромбоцита и формирање агрегата тромбоцита-моноцита, као и повезаност између експресије фактора ткива моноцита и интеракције тромбоцита-моноцита, код пацијената са тешким обликом ковида 19. Штавише, секвенцирање РНК је показало измењену експресију гена у тромбоцитима оних заражених ковидом 19 и вишим агрегатима тромбоцита са инфламаторним неутрофилима, моноцитима и Т ћелијама.
Према томе ако су кардиоемболија или парадоксална емболија узрок можданог удара, антикоагулација треба да има превентивни ефекат. Према томе ако је хиперагрегација тромбоцита играла улогу, антиагрегацијски агенси би могли бити корисни.
Од почетка пандемије, ковида 19 је био повезан са стањем хиперкоагулације, па су ови пацијенти рутински примали антиагрегационе и/или антикоагулационе терапије, као што се то чини код других инфективних болести
У неколико раније објављених студија, инциденција акутног исхемијског можданог удар се кретала од 0,9% до 2,7% код оних са ковидом 19, а инциденција је била 1,2% у обједињеној анализи података за 54 случаја међу 4.466 пацијената.
Једна од студија израчунала је више од седам пута већи ризик од акутног исхемијског можданог удар међу пацијентима са ковидом 19 у поређењу са пацијентима са грипом (однос шансе, 7,6; 95% коефицијент инциденце, 2,3 - 25,2).
Код критично болесних пацијената, терапијска доза антикоагулације са хепарином није побољшала клиничке исходе и била је повезана са повећаним ризиком од великих крварења у поређењу са рутинским профилактичким хепарином. Испитивања на умерено болесним пацијентима са ковид 19 постигла су различите резултате. 
У међународном, прилагодљивом, мултиплатформском рандомизованом клиничком испитивању које је комбиновало податке из неколико студија, терапијске дозе хепарина или хепарина ниске молекуларне тежине повећале су вероватноћу преживљавања до отпуста из болнице са смањеном потребом за подршком органа у поређењу са тромбопрофилаксом уобичајене неге. Супротно томе, испитивања неколико других испитивања, није показала разлику између група са терапијском дозом и профилактичком дозе у примарном исходу. На то посебно улазују резултати кохортне студије представљене на виртуелном Светском конгресу неурологије  2021. године, да профилактичка антиагрегација са хепарином ниске молекуларне тежине или орална антикоагулација није статистички смањила ризик од можданог удара код пацијената са ковидом 19.

## Терапија
Који је оптимални третман за примарну и секундарну превенцију можданог удара код пацијената са ковидом19, као какве су разлике у ризику код пацијената са благом и тешком болешћу, до сада није сасвим одређен.
,
Све је више података који указују на то да се стање код тешко болесних пацијента погоршава са системском антикоагулацијом, али није позната најбоља стратегија за оне који су хоспитализовани са блажом болешћу и тромботичким догађајима као што је мождани удар.
Могуће је да комбинација антитромботичких терапија најбоље утиче на основну патогенезу болести, али то тек треба кроз наредне студије утврдити.